# Astillero del Mar Negro
Astillero del Mar Negro (en ucraniano: Чорномо́рський суднобудівни́й заво́д -ЧСЗ-) fue una empresa ucraniana de construcción y reparación naval de la ciudad de Mikoláiv (actual Ucrania), que existió desde 1897 hasta el 26 de junio de 2021.

## Historia

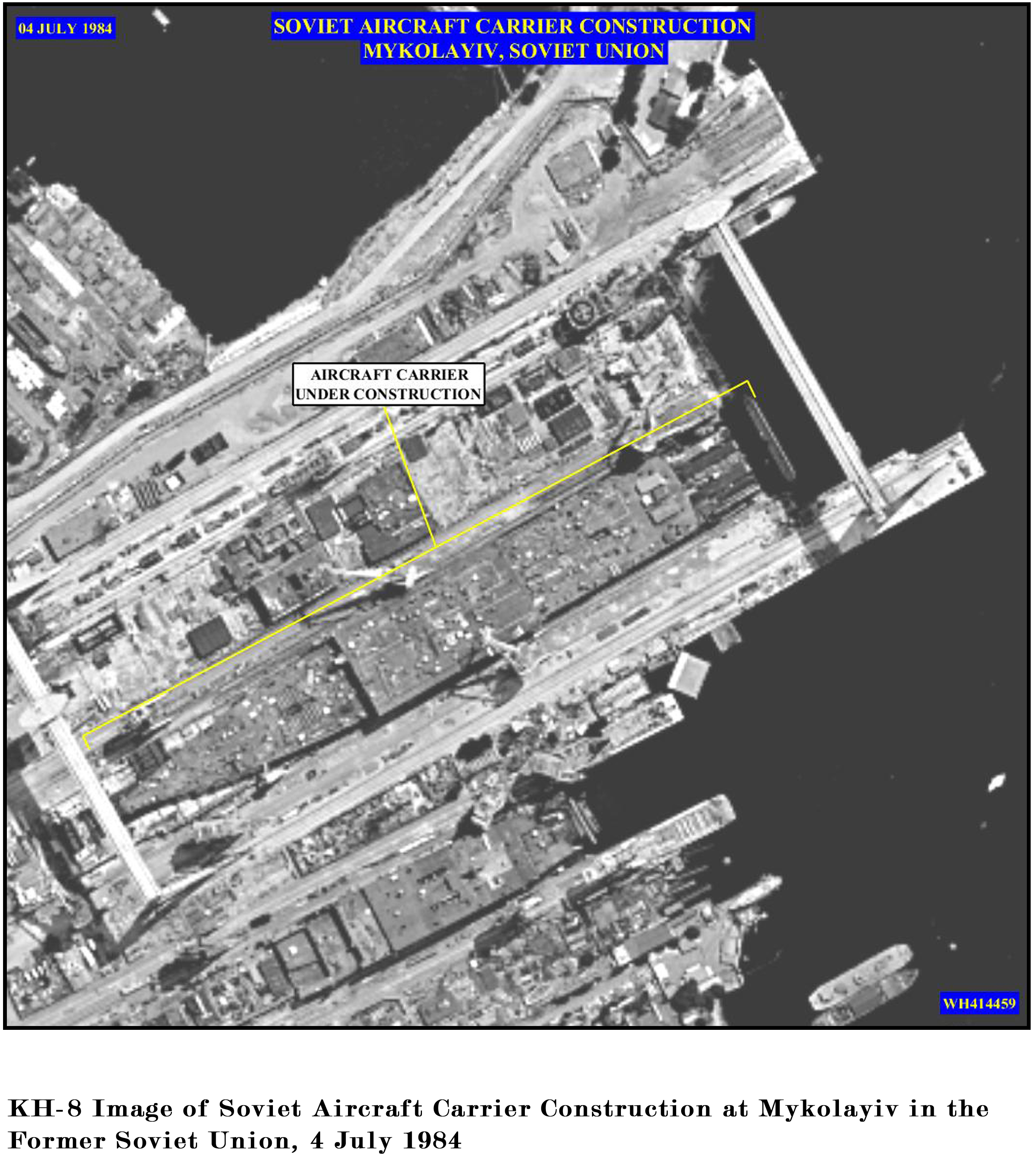
Imagen de un portaviones pesado Almirante Kuznetsov en el ЧСЗ. La imagen fue tomada desde el satélite estadounidense KH-8 el 4 de julio de 1984.

El comienzo oficial de la empresa fue en 1907 mediante la fusión de dos astilleros construidos previamente entre 1895 y 1897 por una empresa llamada «Naval». Después de su establecimiento, la planta fue dirigida por el ingeniero, organizador de producción y magnate industrial Joaquim Kannegiser.

### La revolución ucraniana
Durante la revolución ucraniana, el Hetmanato nacionalizó el astillero convirtiéndolo separadamente en el Astillero Estatal de Reparación y en el Astillero Mikoláiv, pertenecientes ambos al Departamento Marítimo.

### Tiempos de la URSS
En noviembre de 1922, la planta recibió el nombre de André Marty y Louis Badin, marineros franceses que fueron parte de los organizadores de los disturbios en los barcos de la escuadra francesa en 1919 durante su estancia en el Mar Negro. Louis Badin después se retiró del movimiento comunista y en 1924 su nombre desapareció del nombre de la empresa. Hasta diciembre de 1957, la planta continuó con el nombre de «Andre Marti».
De 1956 a 1968, la planta llevó el nombre de Iván Nosenko, un estadista soviético, ingeniero contraalmirante, ministro de la Industria de Construcción Naval de la URSS, que trabajó en la planta durante mucho tiempo. Después de huir a los Estados Unidos junto con su hijo Yuri, que era un empleado de la Segunda Dirección Principal de la KGB de la URSS, el nombre de Nosenko fue eliminado como nombre de la planta.

### Después de la restauración de la Independencia
En 2003, bajo la presidencia de Leonid Kuchma y la presidencia de Víktor Yanukóvich, el Astillero del Mar Negro fue eliminado de la lista de empresas no sujetas a privatización. En el mismo año, la empresa fue privatizadapor el Fondo de Propiedad Estatal, encabezado por Myjailo Chéchetov, miembro del Partido de las Regiones.
El ganador de la competencia, en la que solo participaron dos empresas, fue la OJSC «Astillero Mikoláiv de bajo tonelajes», que en ese momento estaba controlado por los hermanos oligarcas rusos Oleg e Ígor Churkin, quienes, según varios medios ucranianos, son sobrinos del antiucraniano representante ruso ante la ONU durante la agresión rusa contra Ucrania, Vitaly Churkin. Aunque él ha declarado no tener sobrinos. La participación mayoritaria de control en la explotación (un 90,25 % del accionariado) del ЧСЗ se vendió a los rusos a un precio increíblemente bajo: 129.195.520 grivnas (unos 3,8 millones de euros o 4,3 millones de dólares estadounidenses). La empresa en ese momento empleaba a 5.500 personas, el área de la fábrica ocupaba 300 hectáreas de tierra en la ciudad a orillas del estuario Dniéper-Bug (un estuario conjunto entre el limán del Bug y el estuario del Dniéper), contenía 988 edificios, incluidos 198 industriales, 461 no industriales y 92 almacenes. Churkin también tiene terraplenes y atracaderos, aunque sólo 12, dispositivos de transmisión. A modo de comparación, en 2002, la empresa ucraniana «Nibulon» compró a la planta un terreno de 7 hectáreas para un "objeto de construcción inacaba" (una figura hipotecaria ucraniana) por 79 millones ₴, lo que, extrapolado a toda la planta, hubiesen supuesto 3.397 millones ₴, un 2.600 % más caro que el precio pagado por los Churkin por los terrenos ya construidos. Bajo el liderazgo ruso, la mayor empresa de construcción naval de Ucrania perdió gradualmente casi todo su potencial de producción. Los Churkin no cumplieron con ningún acuerdo de inversión de los firmados al acceder a la privatización. En 3 años, se despidió a tres mil trabajadores de la planta, más de la mitad de la plantilla en el momento de la compra. Al 1 de enero de 2007, los salarios atrasados de los empleados ascendían a más de 2 millones ₴ (unos 60.000 €). Las deudas con el Fondo de Pensiones el 1 de febrero de 2007 alcanzaron casi 20 millones de grivnas (600.000 €).
El Astillero del Mar Negro ha estado en quiebra desde 2014. La quiebra fue iniciada por su empresa clientelar, la PJSC «Administración Minera Balaclava» (Sebastopol, Crimea), que, al igual que el astillero en ese momento, estaba controlada por otro empresario ruso, Vadim Novinsky. Los procedimientos de quiebra fueron iniciados por el Tribunal de Comercio de la región de Mikoláiv a principios de febrero de 2014.
En septiembre de 2017, el Fiscal General de Ucrania, Yuriy Lutsenko, anunció su intención de avanzar en el proceso de devolución a la propiedad estatal del Astillero del Mar Negro (CHS) y la PJSC Astillero Mikoláiv «Ocean».
El 3 de julio de 2018, el Tribunal de Comercio de la región de Mikoláiv declaró en quiebra a la PJSC Astillero del Mar Negro.
En septiembre de 2019, de acuerdo con la decisión del Tribunal de Comercio Mikoláiv, se puso a la venta la planta de propiedad de la PJSC Astillero del Mar Negro. La propiedad se vendió en dos lotes: Locales no residenciales y embarcaciones. Además, también se puso a la venta el equipamiento disponible en estos locales y áreas, incluyendo grúas, vallas, sistema de iluminación, etc.
El 25 de junio de 2021, el Tribunal Comercial de la región de Mikoláiv anunció que la PJSC Astillero del Mar Negro, con sede en Mikoláiv en la calle Industrial, 1, estaba en quiebra. Durante la audiencia judicial se leyó la decisión judicial correspondiente (parte resolutiva), y se aprobó el informe de la liquidadora de la empresa, Olga Protásova, quien declaró durante la audiencia judicial: “Despedidos todos los empleados de la empresa. Se han completado todas las actividades económicas y comerciales de la PJSC «Astillero del Mar Negro», todos los ciclos tecnológicos de la empresa están quiebra. También se realizó un inventario completo de los bienes de la quiebra. Después del inventario, se evaluó y vendió toda la propiedad”. También se informó que la PJSC no vendió ninguna propiedad directamente, pero ganó 151 millones de grivnas (4,5 millones de euros), que fueron a parar a seis acreedores.

## Construido en la fábrica
Sociedad Anónima Estatal «Astillero del Mar Negro»:.
- OJSC "Astillero" Meridiano";
- OJSC "astillero de bajo tonelaje Mykoláiv";
- Planta de construcción de maquinaria del Mar Negro OJSC;
- OJSC "Empresa de Pintura y Aislamiento" Rainbow ";
- OJSC "Planta de muebles del Mar Negro" Chernomormebli ";
- OJSC "Departamento de Construcción e Instalación "Chornomorservice".

## Productos
El Astillero Mar Negro produjo barcos pesados y de pasajeros, grandes arrastreros congeladores: piscifactorías (el primero de la URSS en 1956), barcos para la caza ballenera especialmente para la Estación ballenera «Ucrania» (desde 1957), petroleros, así como embarcaciones de recreo, barcos de cubierta, maquinaría agrícola y más.
El Astillero Mar Negro también cumplía la orden estatal sobre la construcción de buques de guerra modernos para la Armada de Ucrania, incluyendo las corbetas de clase Volodímir Velikyi (más conocidas en Ucrania como «proyecto 58250»).
En 2010 se botó un barco de transporte universal CF 38850.
La planta disponía de atracaderos que podían ser utilizados en la construcción de portaviones .
El llamado primer edificio fue reconstruido previamente a partir de 2012. Fue posible realizar un conjunto de obras relacionadas con la construcción de grandes barcos y embarcaciones con un desplazamiento de hasta 105 mil toneladas, gracias a la instalación de grandes mecanismos para ello. Un seugndo sitio de construcción, llamado "Zero" estaba a más de un 90 % construido y listo para comenzar labores de construcción y producción de ser necesario.
En otoño de 2014, la empresa se reorientó a la fabricación de equipos y componentes para empresas metalúrgicas como respuesta para la supervivencia durante la profunda crisis en la construcción naval, según dijo en ese momento el director general de la PJSC, Oleksandr Ostápenko. Los componentes fueron pedidos por las plantas del Grupo Metinvest, los gobiernos locales de Márhanets y Pokrov y el Grupo Corum.
En marzo de 2018, en relación con la expansión de las actividades de producción del sitio de Mykoláiv del HoldingSmart Maritime Group (del que era parte el Astillero del Mar Negro), la compañía anunció un conjunto de 150 vacantes para cubrir puestos necesarios.

## Liderazgo
| - 1895-1896 - Harris E. G. - 1896-1897 - Roland l. G. - 1898-1899 - Beklemíshev Mykola Mykoláyovych - 1900-1909 - Joaquím Kannegiser Samuilovich - 1909-1912 - Dmítriev Mikola Ivánovich - 1912-1918 - Yurénev Borís Aleksándrovich - 1919-1919 - Piso I. Y. - 1920-1920 - Matvéiev - 1921-1925 - Serguéi Stepánov - 1925-1927 - Щербина М. EN., Scherbina M. - 1927-1930 - Veligura D. - 1930-1931 - Kujta M. F. - 1932-1933 - Starushchenko D. - 1933-1934 - Ernest Kuzhelo Francovich - 1934-1937 - Serguéi Stepánov - 1938-1939 - Géiser O. - 1939-1941 - Samarin Aleksandr Vasílyevich | - 1941-1944 - Seleznyov Vladímir Lvóvich - 1944-1944 - Klópotov Borís Yevguényevich - 1944-1949 - Samarin Alexander Vasilyevich - 1949-1952 - Ivochkin Vladímir Fedorovich - 1952-1954 - Oreshkin Víctor Mijailovich - 1954-1956 - Iván Stepanovich Prybylsky - 1956-1959 - Shibnev Zajar Grigorovich - 1959-1979 - Gankevich Anatolí Borisovich - 1979-1993 - Makarov Yuri Ivánovich - 1994-1996 - Ovdienko Igor Nikoláyevich - 1996-2002 - Tijonenko Igor Pavlovich - 2002-2004 - Poltavtsev Vyacheslav Nikolaevich - 2004-2007 - Sagaidakov Alejandro Mijáilovich - 2007-2009 - Ilya Grigorovich - 2009-2010 - Mordovenko Dimitri Nikoláyevich - 2010-2014 - Kalashnikov Valéry Nikolaevich - 2014-2021 - Ostapenko Aleksander Viktorovich |

## Galería
- Cruceros antisubmarinos del proyecto 1123
  - Crucero antisubmarino Moscú (comenzado el 5 de diciembre de 1962, botado el 14 de enero de 1965, puesto en funcionamiento el 25 de diciembre de 1967, dado de baja el 7 de noviembre de 1996);
  - Crucero antisubmarino Leningrado (comenzado el 15 de enero de 1965, botado el 31 de julio de 1966, puesto en funcionamiento el 22 de abril de 1969, dado de baja el 5 de diciembre de 1992):
  - Crucero antisubmarino Kiev (comenzado el 20 de febrero de 1968 (planeado), no colocado, construcción cancelada el 2 de septiembre de 1968);
- Portaviones pesados del proyecto 1143 (1143.1-1143.4)
  - Portaaviones Kiev (establecido el 21 de julio de 1970, lanzado el 26 de diciembre de 1972, puesto en funcionamiento el 28 de diciembre de 1975, dado de baja el 30 de junio de 1993);
  - Portaaviones <i>Minsk</i> (establecido el 28 de diciembre de 1972, lanzado el 30 de septiembre de 1975, puesto en funcionamiento el 27 de septiembre de 1978, dado de baja el 31 de agosto de 1992);
  - Portaaviones Novorrusia (comenzado el 30 de septiembre de 1975, botado el 26 de diciembre de 1978, puesto en funcionamiento el 14 de agosto de 1982, retirado de la flota el 31 de agosto de 1992);
  - Portaaviones Baku (Almirante Gorshkov, Vikramaditya) (comenzado el 26 de diciembre de 1978, botado el 31 de marzo de 1982, puesto en funcionamiento el 20 de diciembre de 1987, dado de baja el 5 de marzo de 2004);
- Portaviones del proyecto 1143 (1143.5-1143.6)
  - Portaaviones Tbilisi (Almirante Kuznetsov) (fundado el 1 de septiembre de 1982, lanzado el 4 de diciembre de 1985, puesto en funcionamiento el 25 de diciembre de 1990)
  - Portaaviones Riga (Varyag, Liaoning) (fundado el 6 de diciembre de 1985, botado el 25 de noviembre de 1988, puesto en funcionamiento el 25 de septiembre de 2012);
- Proyecto portaaviones nuclear pesado 1143.7
  - Portaaviones Uliánovsk (fundado el 25 de noviembre de 1988, puesto en funcionamiento en 1995 (planificado), la construcción se detuvo el 1 de noviembre de 1991, sin terminar, desmantelado en el atracadero).
- Corbeta proyecto 58250
  - Corbeta Vladimir el Grande (colocada el 17 de mayo de 2011, fecha de preparación declarada 2016).

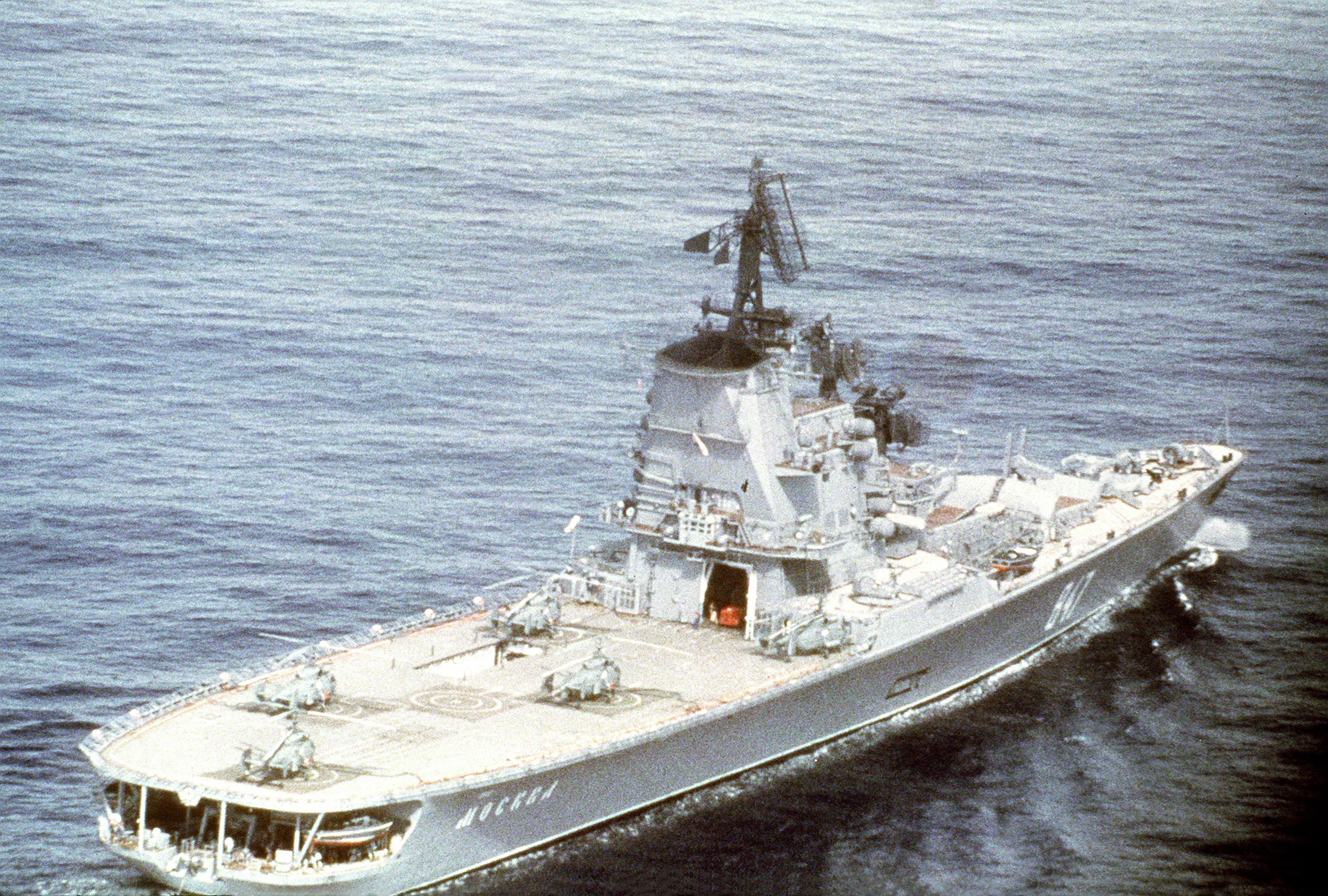
PKR Moskvá (URSS) en 1982
PKR Leningrado (URSS) en 1990
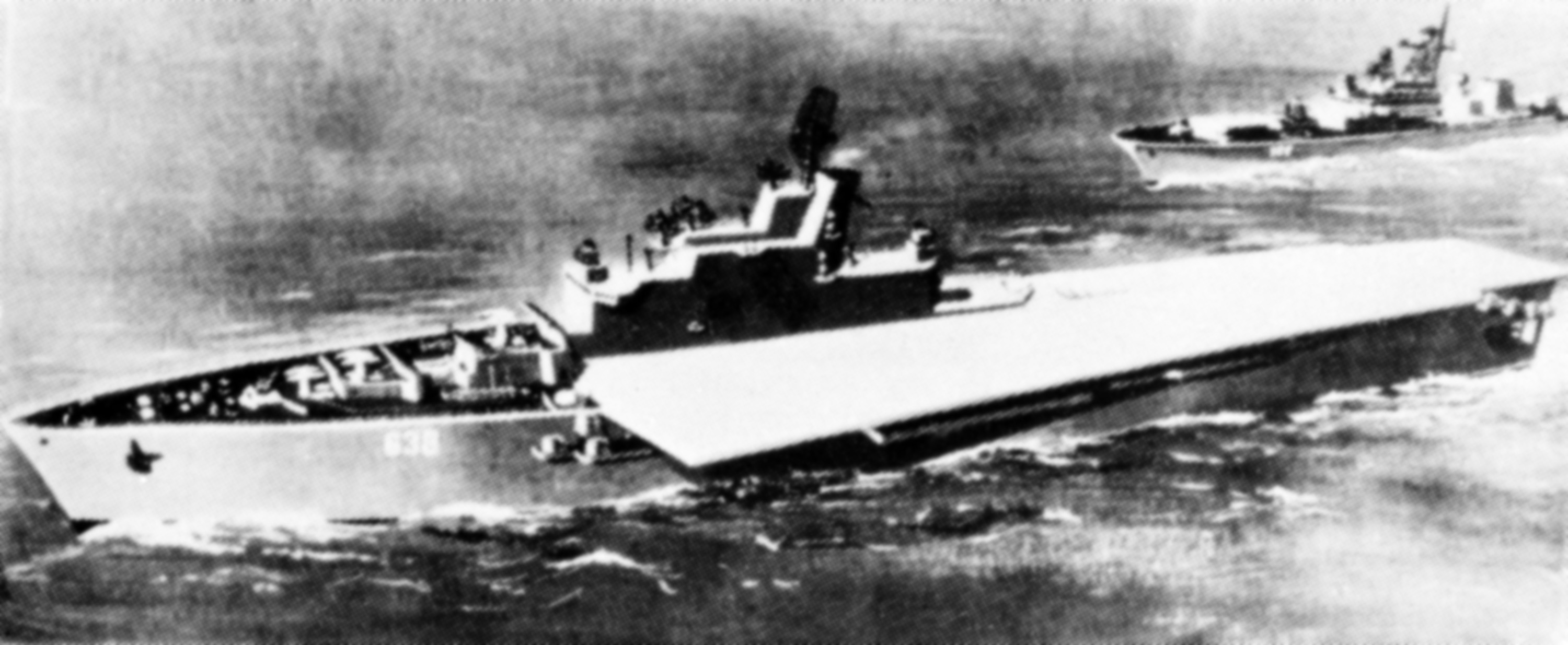
PKR Kyiv (URSS) en la imaginación del artista
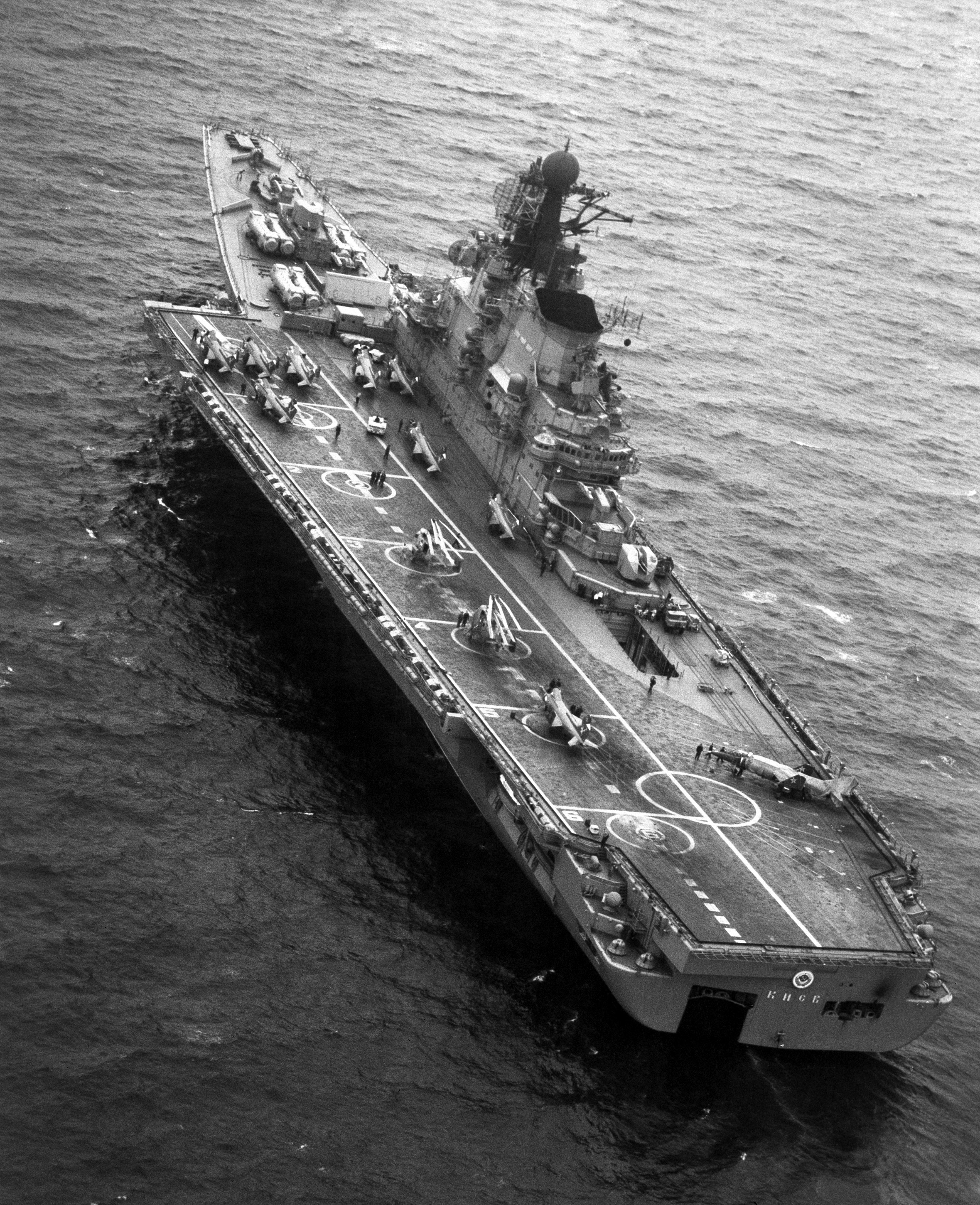
TAKR Kiev (URSS) en 1985
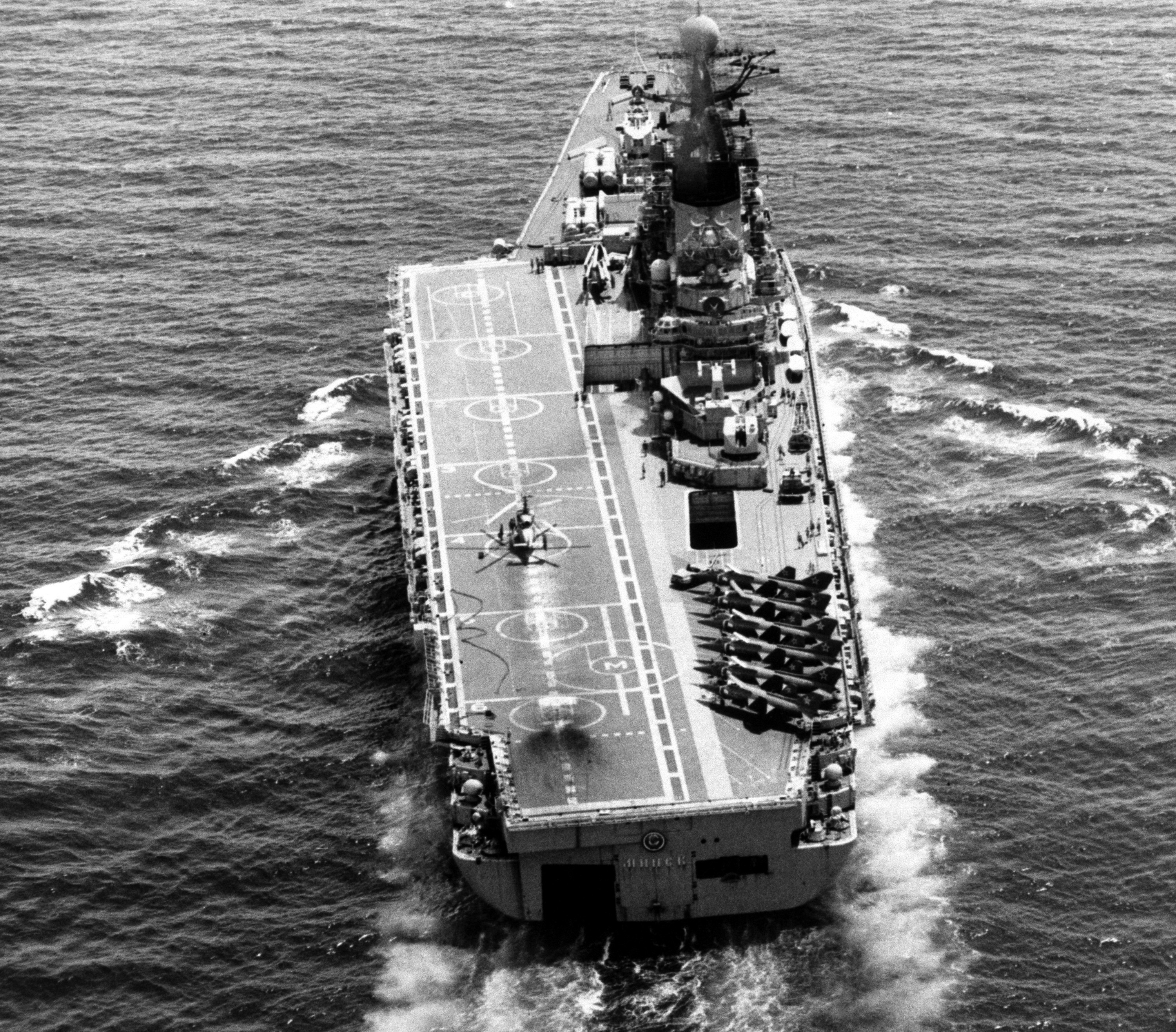
TAKR Minsk (URSS) en 1985
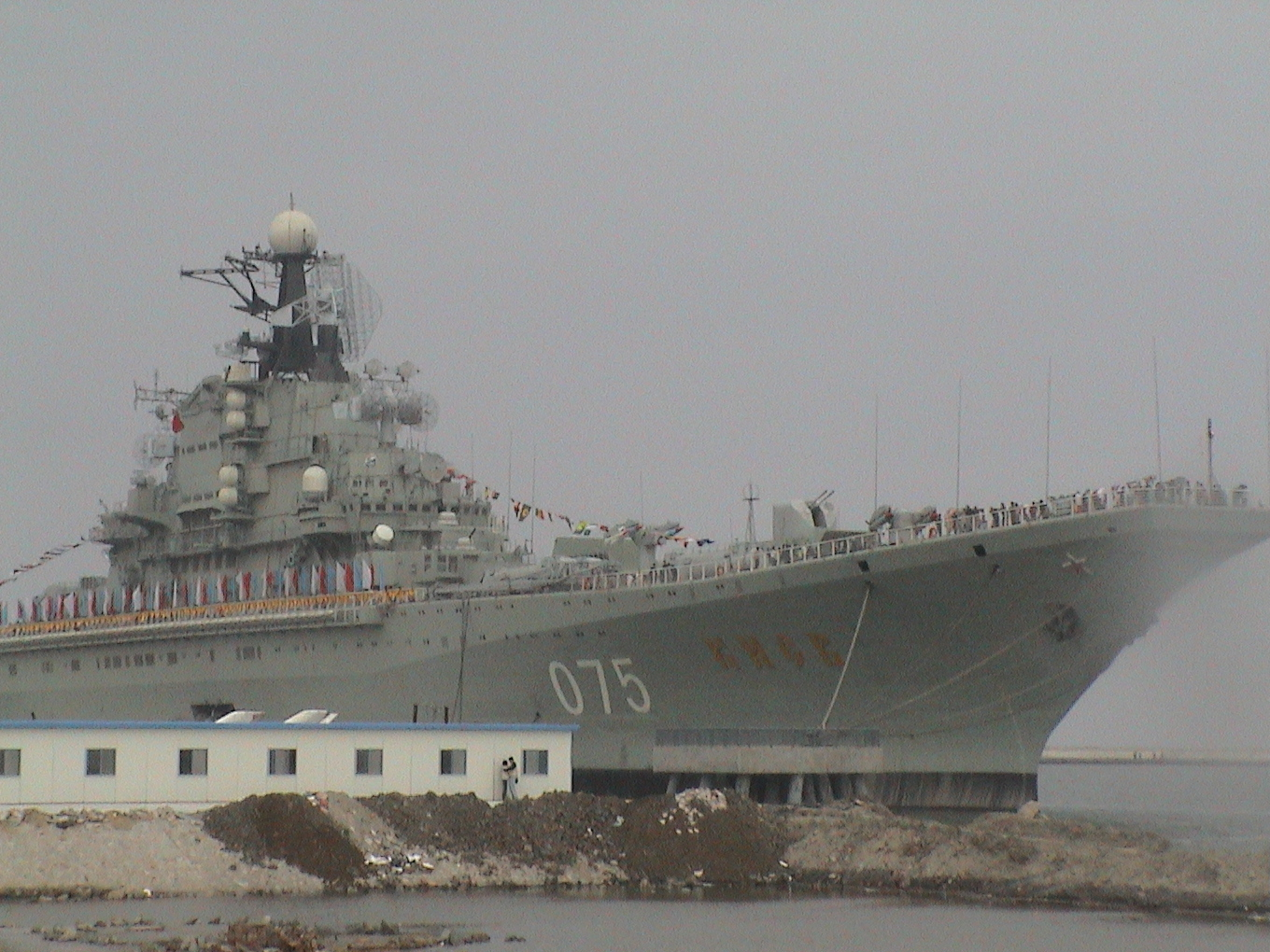
Antiguo TAKR Kyiv (China) en Tianjin en 2004
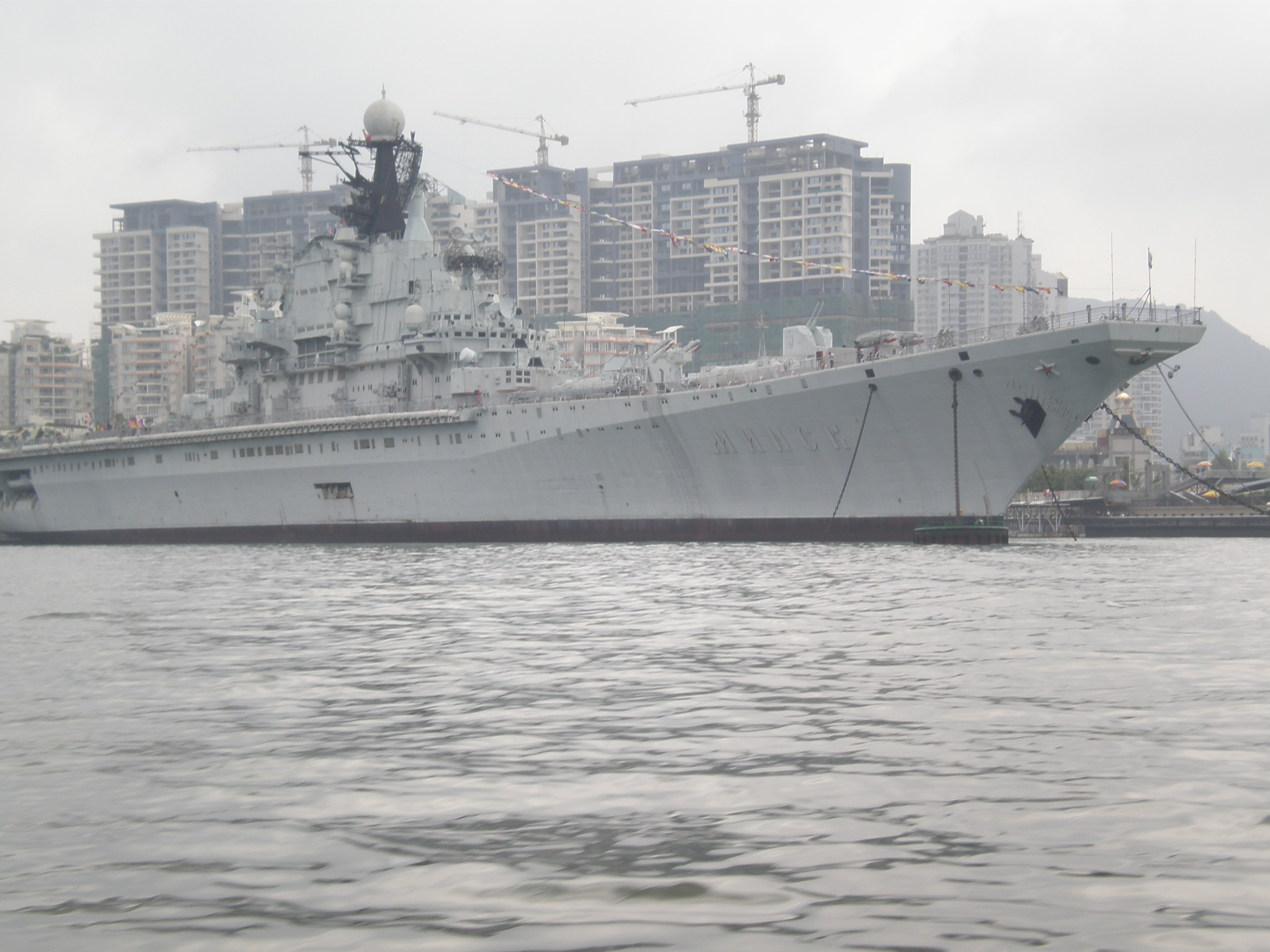
Antiguo TAKR Minsk ( China) en Shenzhen en 2008
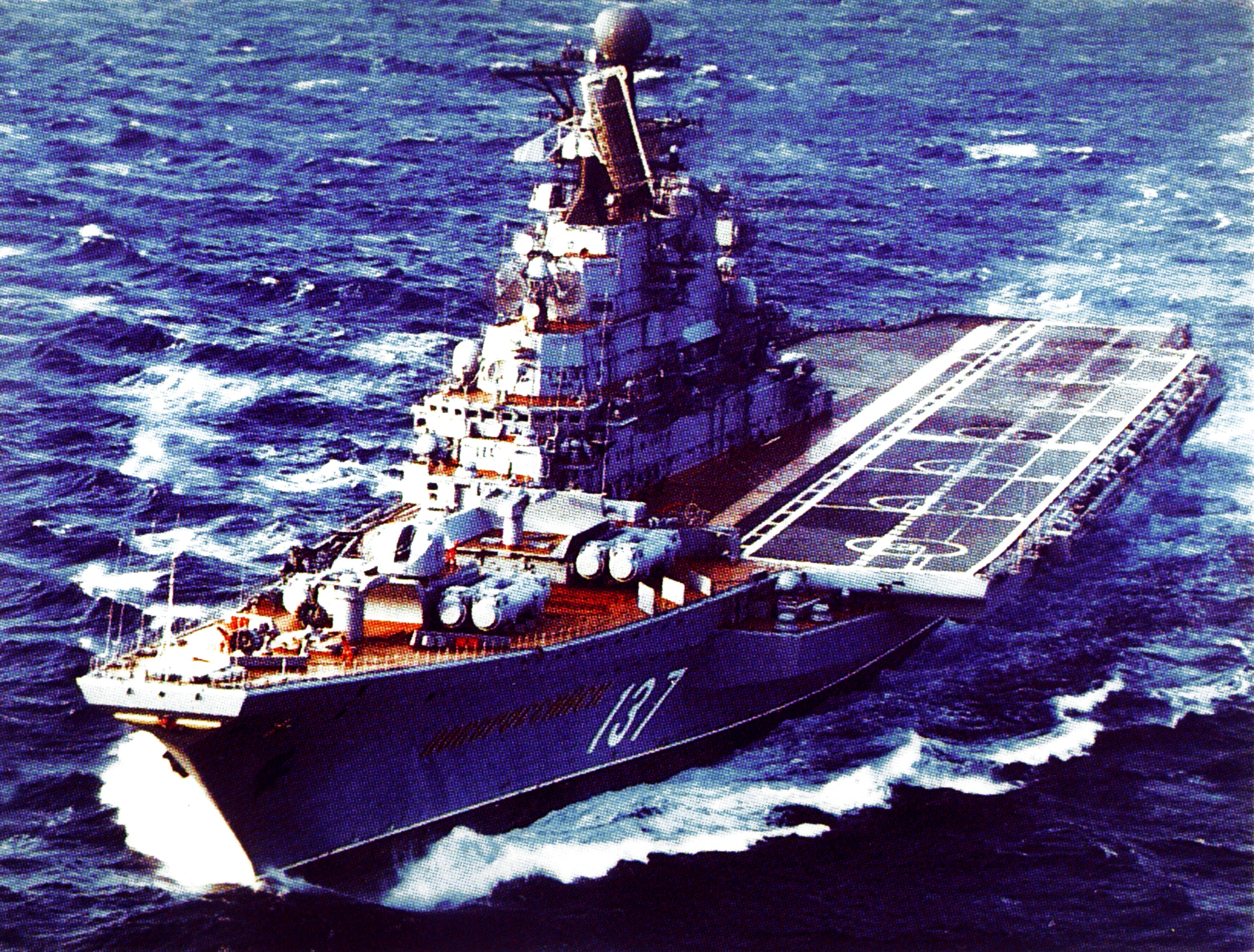
TAKR Novorrusia (URSS) en 1986
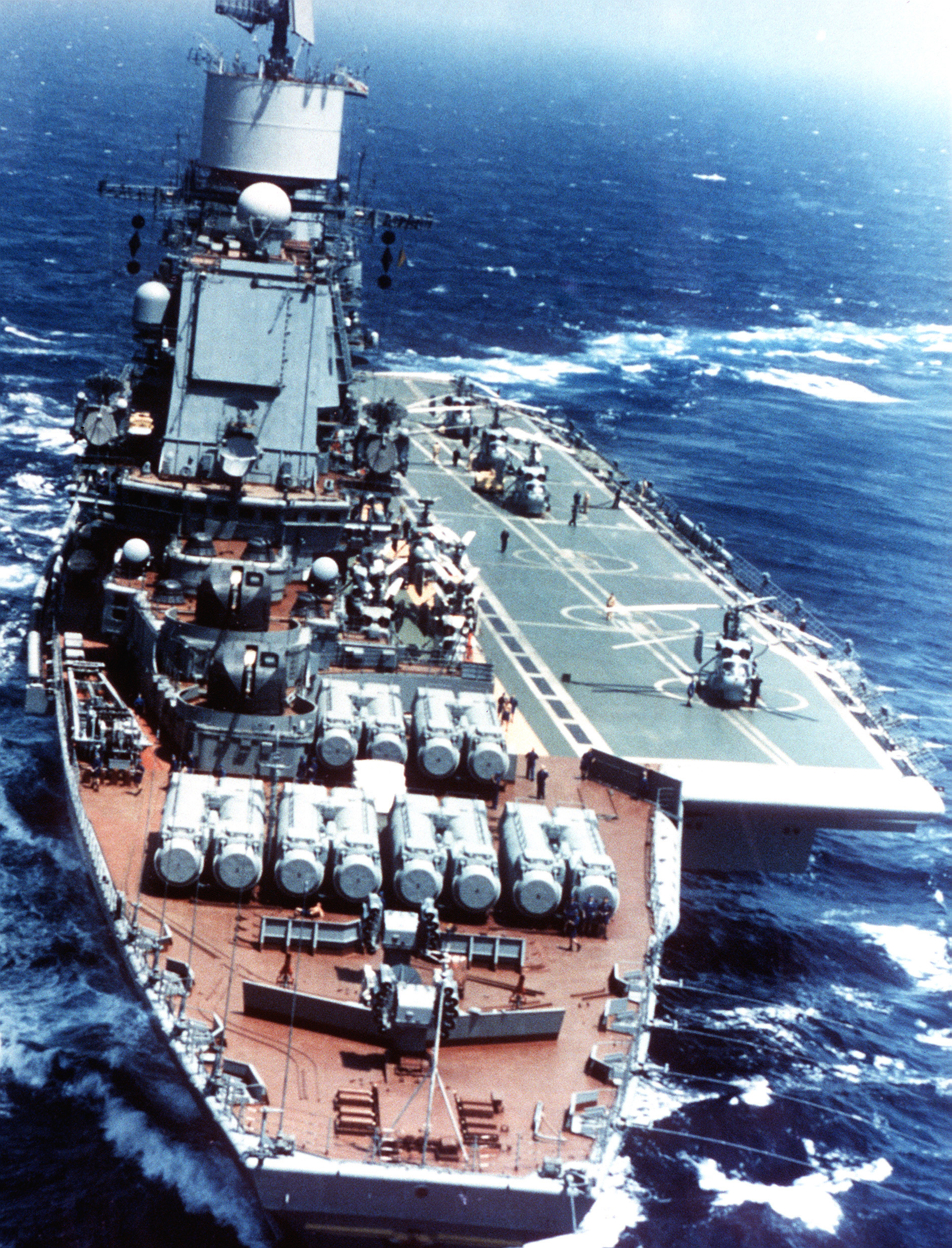
TAKR Bakú (URSS) en 1988
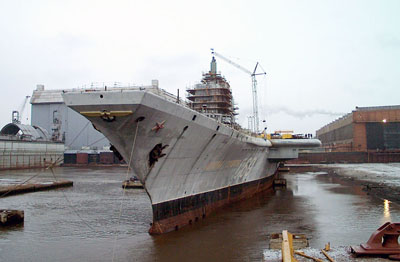
TAKR Almirante Gorshkov (Rusia) en 2007
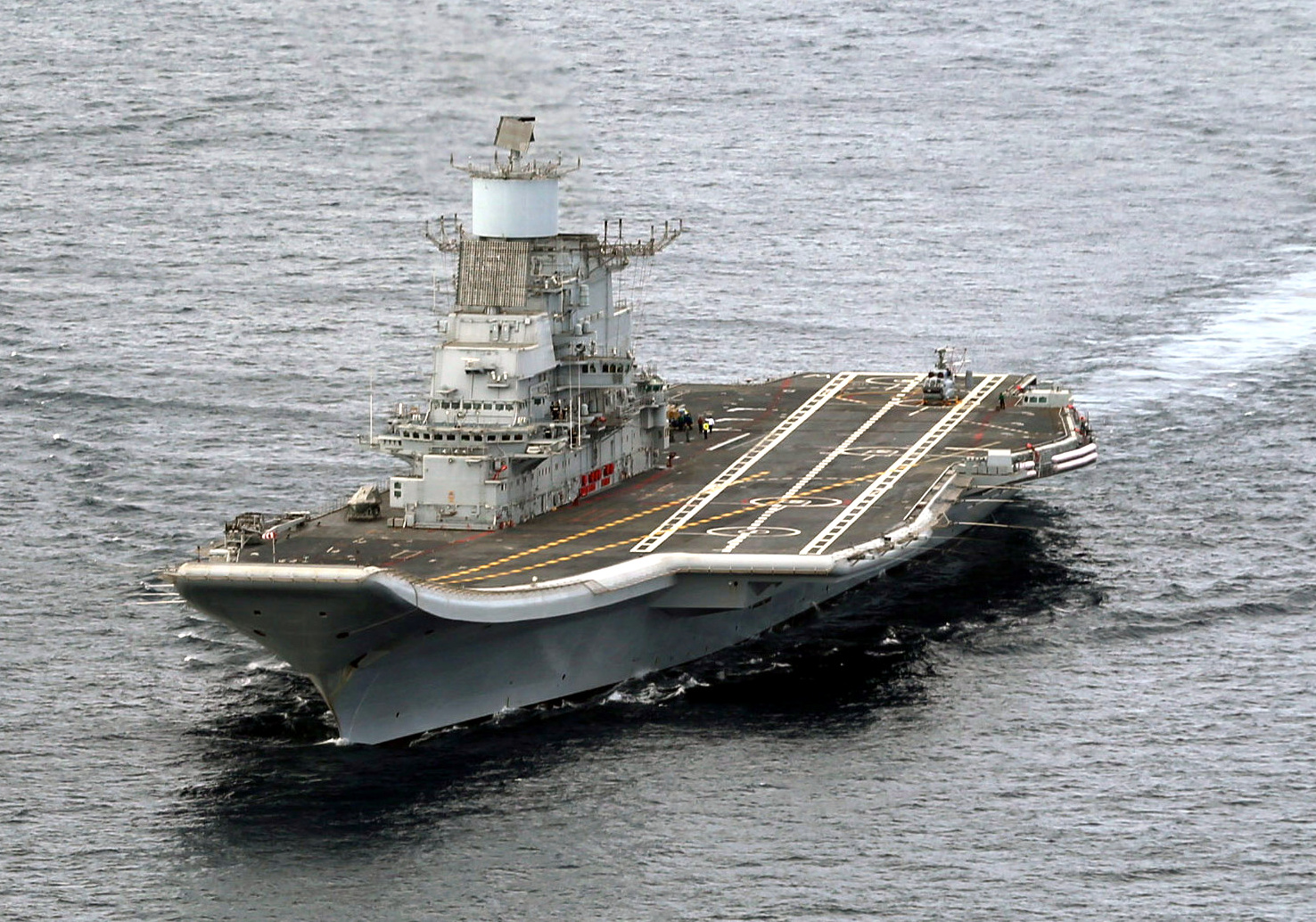
El portaviones Vikramaditya (India) en 2014
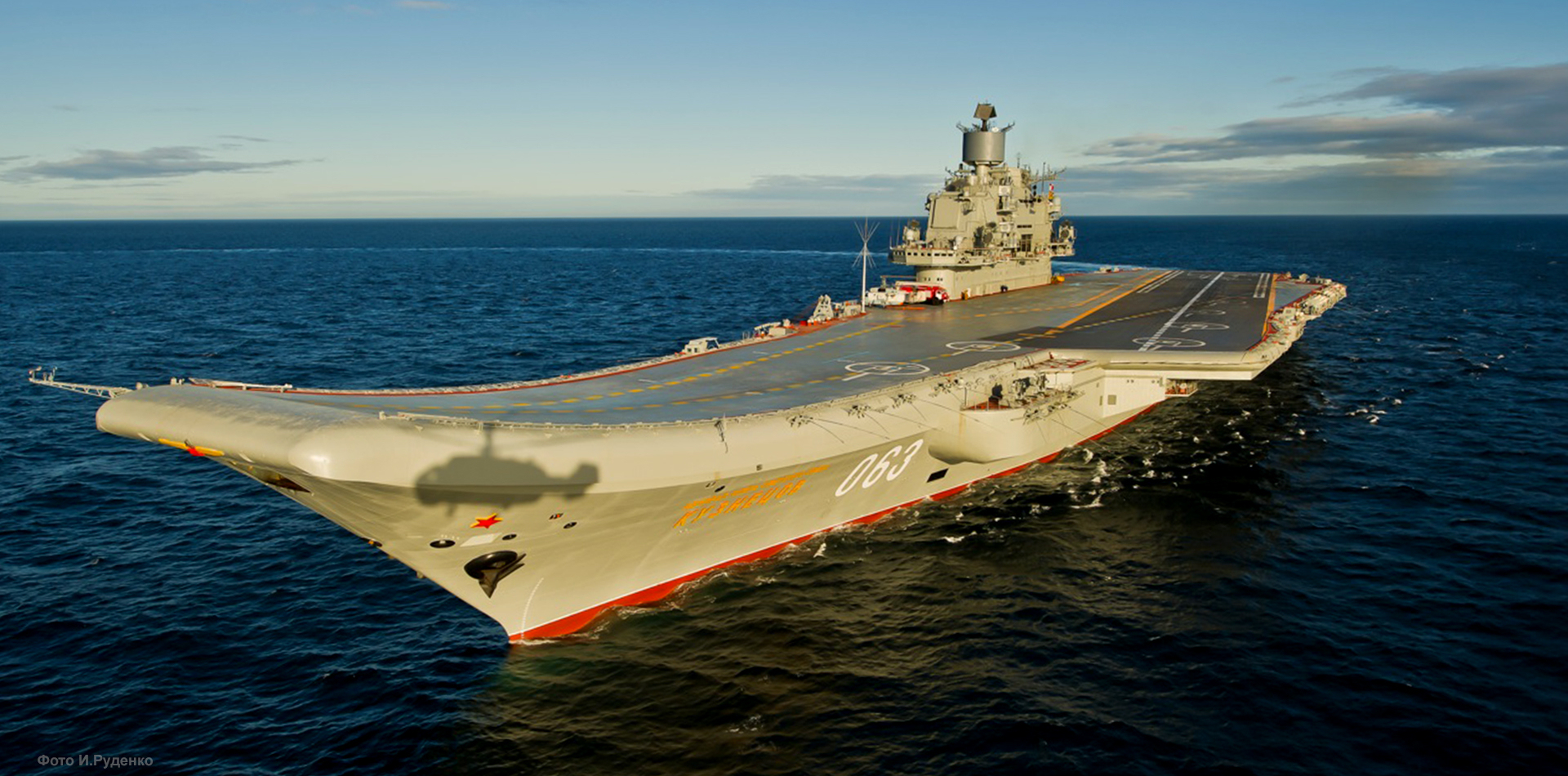
TAKR Almirante Kuznetsov (Rusia) en 2012
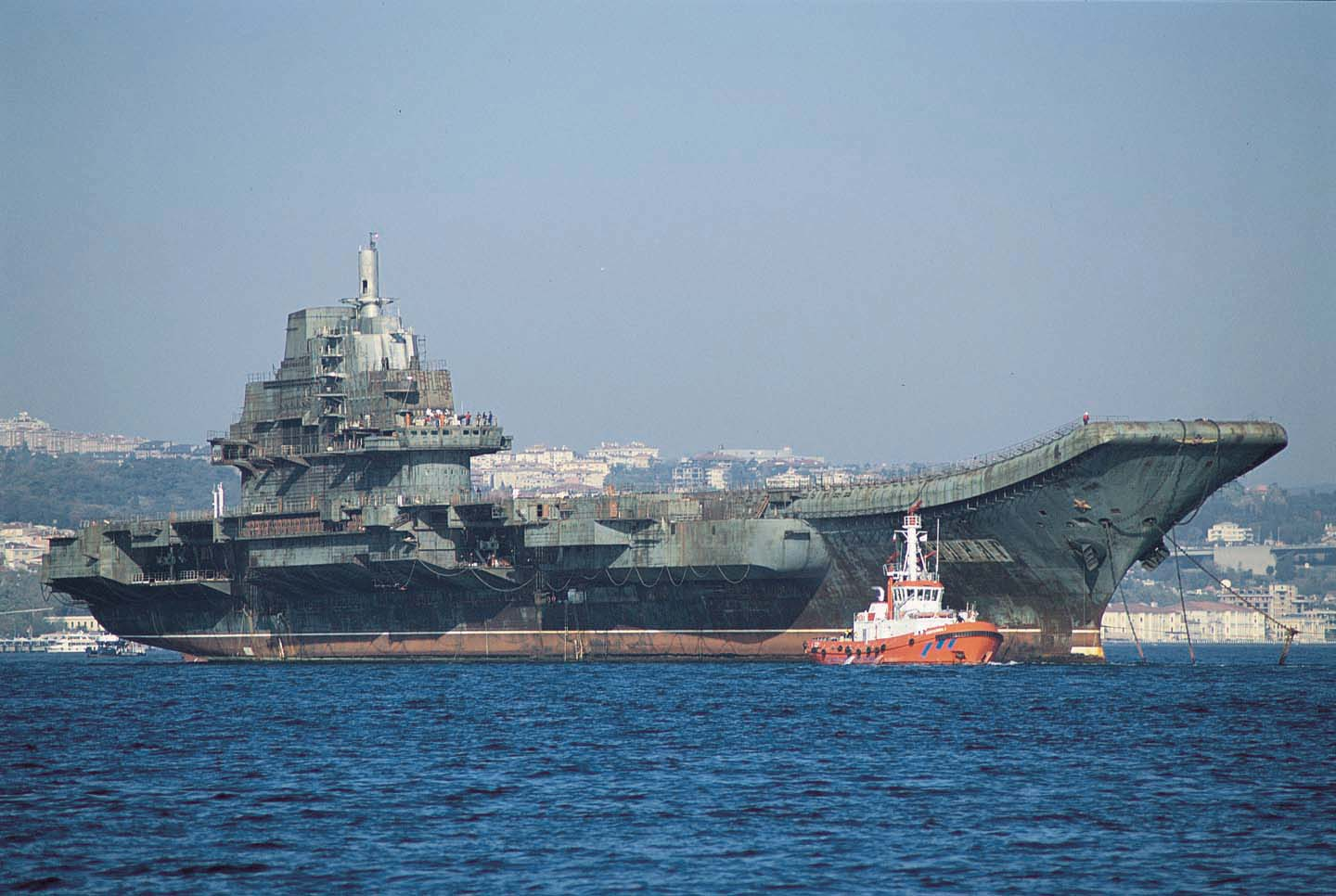
TAKR Varyag (Ucrania) en 2001
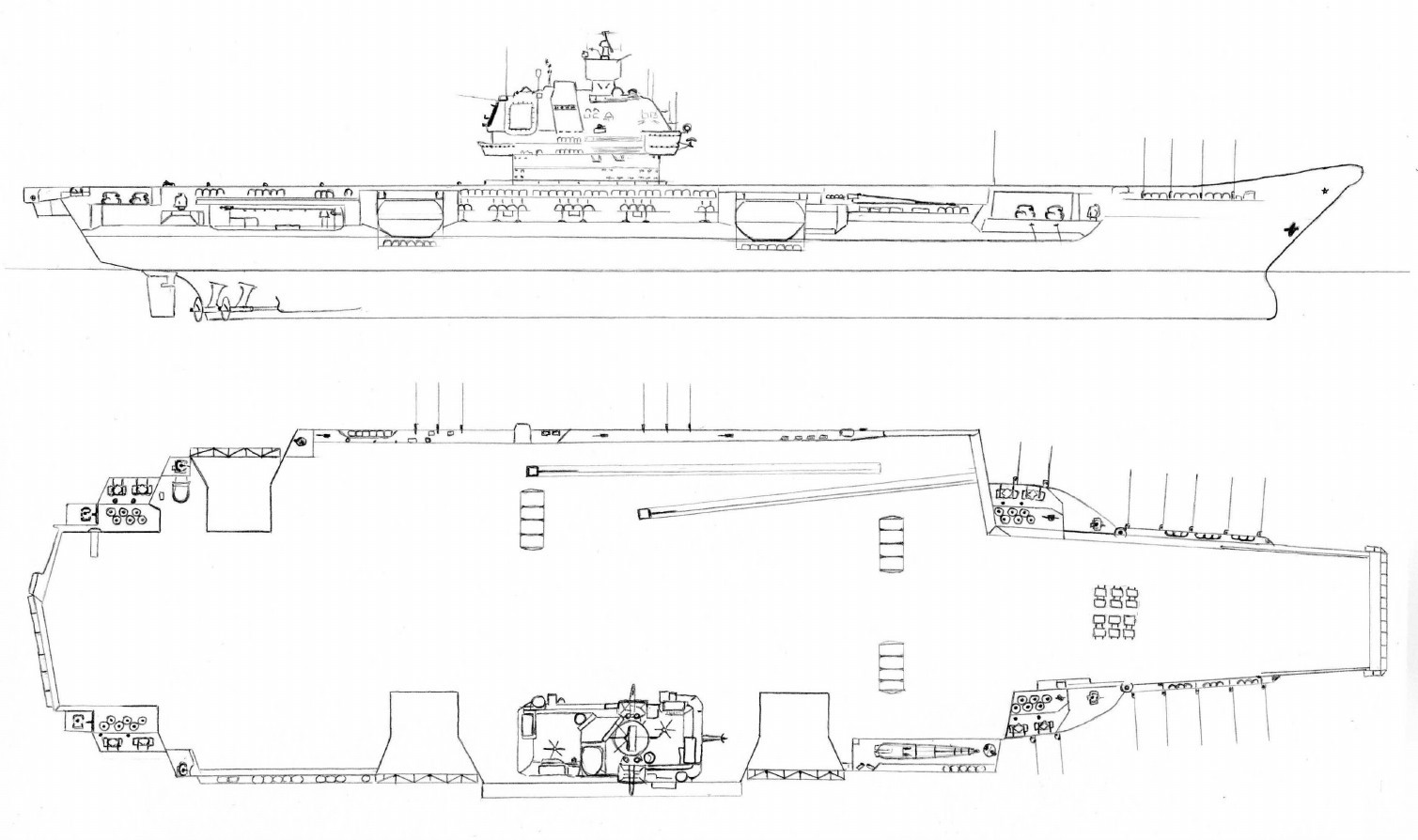
Esquema ATAKR de Uliánovsk (URSS)
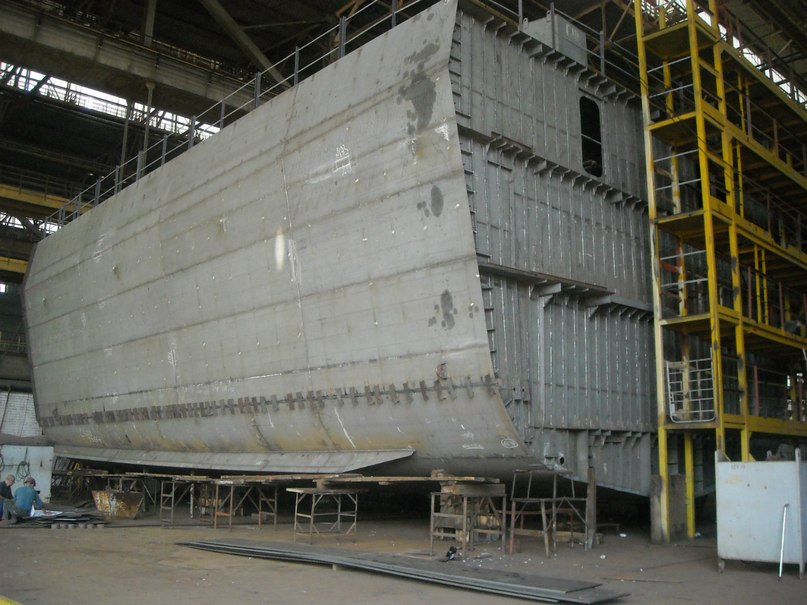
Corbeta Sección Vladimir el Grande (Ucrania) en 2012